# Вулиця Краківська (Ополе)
Ву́лиця Кра́ківська (пол. Ulica Krakowska) — одна із вулиць Ополя, знаходиться у центрі міста. Простягається від Ринку до перетину вулиць Войцеха Корфанти, Армії Крайової  і 1 Травня. На ділянці від Ринку до вулиці Звіринецької та від площі Свободи до вулиці Дамрота вулиця Краківська є пішохідною.

## Історія

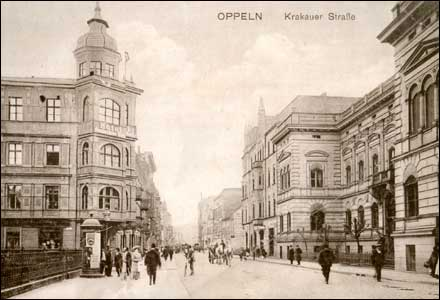
Вулиця Краківська у 1917 році

Історія вулиці почалася у XV столітті як сполучення між Ринком та Битомською брамою, яка розташовувалася на місці сучасної площі Свободи. Спочатку вулиця називалась Битомською (пол. Ulica Bytomska), згодом — Грошовицькою (пол. Ulica Groszowicka). Тогочасна забудова три—чотириповерховими кам'яницями частково збереглася донині.
Частина від площі Свободи до вулиці Дамрота була прокладена та забудована на початку XIX століття, після того, як в 1822 році було розібрано міський барбакан. За планом ця вулиця носила назву Краківське Передмістя (нім. Krakauer Vorstadt, Кракауер Форштадт). 1842 року вся вулиця отримала назву Краківська (нім. Krakauer Straße, Кракауер Штрассе), проте в народі залишився поділ на «велику Краківську», яка йшла від двірця до площі Свободи, та «малу Краківську» — від площі Свободи до Ринку. З будівництвом у 1845 році станції Ополе-Головне в кінці вулиці вона стала однією з головних магістралей міста, отримавши народну назву до світу (пол. do świata), оскільки залізниця того часу була основним засобом зв'язку Ополя з зовнішнім світом. У 1850-ті та 1860-ті роки вулиця інтенсивно забудовувалась, переважно у стилі неоренесансу. У XIX та на початку XX вулиця була однією з наймодніших у місті, на ній знаходилися найвишуканіші кав'ярні та готелі міста та елегантні магазини. Завдяки популярності Краківської серед заможної молоді вулицю часто називали «шлях до шлюбу».
У 1933 році вулицю було перейменовано на Гельмут Брюкнерштрассе (нім. Helmut Brücknerstrasse) на честь гауляйтера Гельмута Брюкнера, а з 1937 року вона носила ім'я райхспрезидента Пауля фон Гінденбурга — Гінденбургштрассе (нім. Hindenburgstrasse). Під час Другої Світової війни частина будівель на вулиці була зруйнована, включно із встановленим у 1891 році пам'ятником Вільгельму I.
У післявоєнні роки вулицю було перейменовано на вулицю Сталіна (пол. Ulica Stalina), частково на місці старої забудови було зведено три—п'ятиповерхові будівлі у стилі конструктивізму. У 1950-тих роках вулиці повернуто історичну назву Краківська. У 1970 році на площі Свободи було споруджено 15-метровий Пам'ятник борцям за Ополе.
До 2003 року вулиця Краківська підпорядковувалась правилам так званої «нульової смуги» (пол. strefa zero), згідно з якими міська рада Ополя мала право самостійно визначати організації, які мали право орендувати офіси на цій вулиці. Після скасування «нульової смуги» на Краківській розташовуються переважно офіси банків. У 2008 році на Краківській відбулася виставка мармурових скульптур, три з яких станом на літо 2009 року залишилися стояти на вулиці, що викликало неоднозначну реакцію серед жителів міста.

## Будівлі

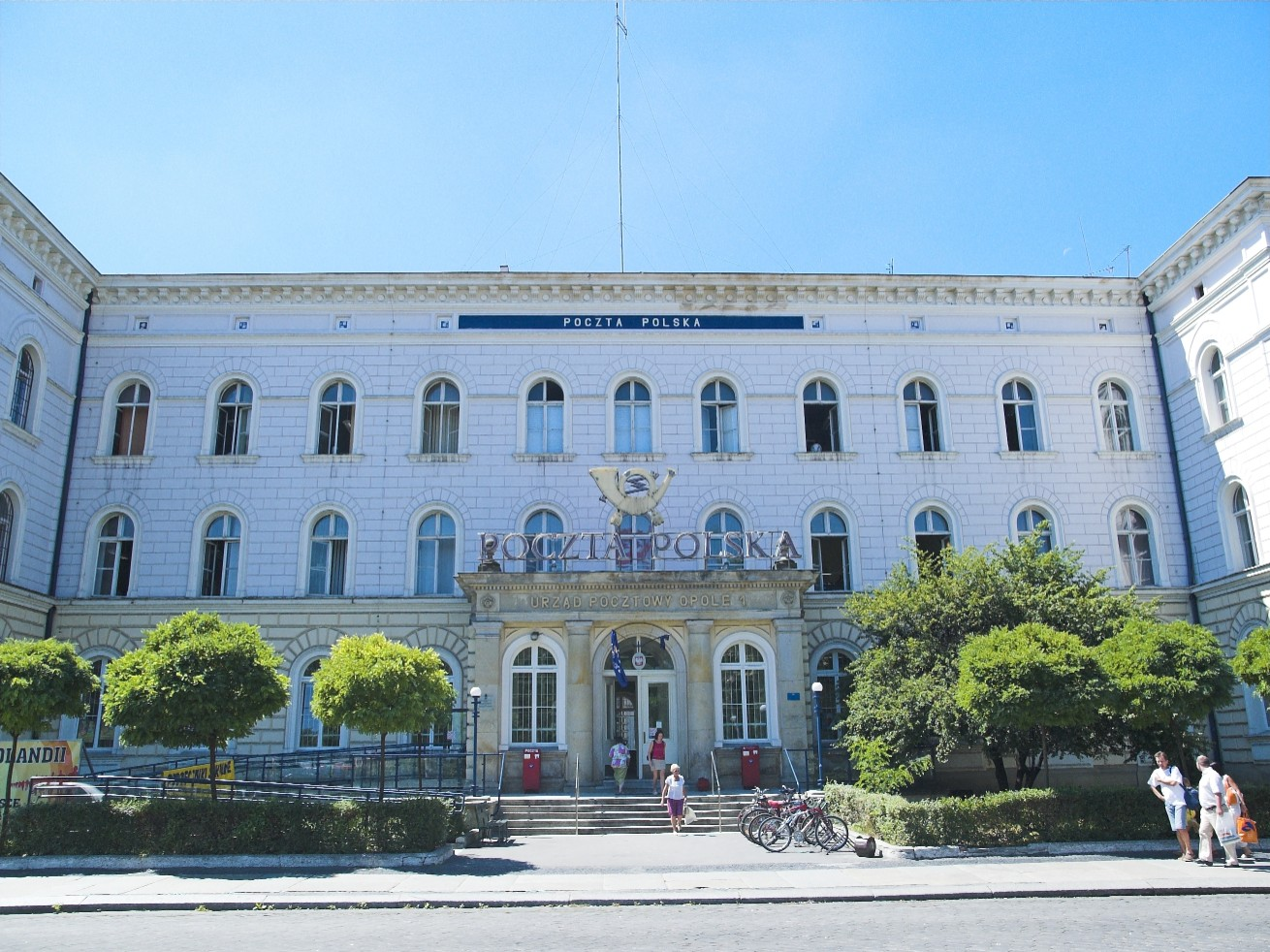
Головна пошта (Краківська, 46)

У забудові вулиці Краківської домінують будівлі у стилі неоренесансу середини XIX століття та післявоєнного конструктивізму. На цій вулиці, починаючи з 1840-вих років розташовуються найбагатші та найвишуканіші заклади Ополя. Традиційно на Краківській розташовані дорогі готелі та ресторани, а з 2003 року на вулиці сконцентровано найбільше відділень банків у місті.
На цій вулиці розташовані такі організації:
- Міський центр зайнятості (№1)
- Окружний відділ Спілки художників (№1)
- Міський туристично-інформаційний центр (№15)
- Опольська філармонія імені Ельснера (№24)
- Опольська спілка адвокатів (№26)
- Опольська торгова палата (№39)
- Департамент охорони здоров'я Міністерства внутрішніх справ (№44)
- Торговий центр Galeria Centrum (№45/47)
- Головна пошта (№46)
- Міський відділ Польської залізниці (№48)
- Повітова санітарно-епідеміологічна станція (№51)
- Воєводський фонд з охорони навколишнього середовища і управління водними ресурсами (№53)
- Статистичне управління (№53а)
- Готель Accor Mercure Opole (будинок №57-59)